# Krakowska Książka Miesiąca
Krakowska Książka Miesiąca – nagroda powołana w 1995 przez ówcześnie istniejący Śródmiejski Ośrodek Kultury w Krakowie. Fundatorem nagrody jest miasto Kraków. Od czerwca 2017 organizacją Nagrody Krakowska Książka Miesiąca zajmuje się Biblioteka Kraków.
Pracami jury przyznającymi nagrodę w latach 1995-2021 kierował Jan Pieszczachowicz (współtwórca nagrody), a od września 2021 r. kieruje prof. Krzysztof A. Zajas.
Regulamin Nagrody pozwala uhonorować książki autorów krakowskich lub książki o Krakowie. W szczególnych przypadkach jury może nagradzać też krakowskie wydawnictwa.

## Jury
Obecny skład jury:
- Jan Burnatowski (od 2019)
- Jarosław Fazan (od 2023)
- Wacław Krupiński
- Anna Marchewka (od 2022)
- Justyna Nowicka (od 2022)
- Janusz Paluch
- Jan Pieszczachowicz (1995-2021; obecnie członek honorowy)
- Agnieszka Staniszewska-Mól (od 2021)
- Łukasz Wojtusik (od 2024)
- Krzysztof A. Zajas (od 2019; od 2021 przewodniczący jury)

W skład jury wchodzili wcześniej:
- Janusz Bogdanowski
- Jacek Bomba
- Stanisław Burkot (do 2019)
- Stanisław Dziedzic (do 2021)
- Zofia Gołubiew (2016-2022)
- Karolina Grodziska (do 2022)
- Małgorzata Lebda (2022-2024)
- Adam Małkiewicz (do 2010)
- Andrzej Nowakowski
- Jan Ostrowski
- Stanisław Stabro (do 2021)
- Marcin Wilk (2010-2024)
- Jacek A. Wojciechowski (do 2021)
- Elżbieta Zechenter-Spławińska (do 2022)

## Laureaci nagrody

### 2025
- styczeń 2025: Ewa Mańkowska (Hanna i Dorota, Wydawnictwo EMG, Kraków 2024).
- luty 2025: Beata Guczalska (Konrad Swinarski. Biografia ukryta, Wydawnictwo Literackie, Kraków 2024).
- marzec 2025: Edward Pasewicz (Czarne wesele, Wydawnictwo Wielka Litera, Warszawa 2024).
- kwiecień 2025: Andrzej Dybczak (Las duchów, Wydawnictwo Nisza, Warszawa 2024).
- maj 2025: Michał Choiński (The New Yorker. Biografia pisma, które zmieniło Amerykę, Znak, Kraków 2024).
- czerwiec 2025: Jerzy Franczak (Zemsta wyobraźni, Państwowy Instytut Wydawniczy, Warszawa 2025).

Źródło: Krakowska Książka Miesiąca

### 2024
- styczeń 2024: Ishbel Szatrawska (Toń, Wydawnictwo Cyranka, Warszawa 2023).
- luty 2024: Michał Sobol (Trasy przelotów, Wydawnictwo Nisza, Warszawa 2023).
- marzec 2024: Katarzyna Kobylarczyk (Ciałko. Hiszpania kradnie swoje dzieci, Wydawnictwo Czarne, Wołowiec 2023).
- kwiecień 2024: Agata Jabłońska (Księżyc Grzybiarek, Wydawnictwo Papierwdole, Kazimierz-Podgórze-Rybnik-Muirhouse 2023).
- maj 2024: Anna Kaszuba-Dębska (Przybyszewska / Pająkówna. Głuchy krzyk, Wydawnictwo Marginesy, Warszawa 2023).
- czerwiec 2024: Magda Huzarska-Szumiec (Niusia z Listy Schindlera. Historia ocalenia, Wydawnictwo Wielka Litera, Warszawa 2024).
- wrzesień 2024: Rafał Matyja (Kraków - miasto zero, Wydawnictwo Karakter, Kraków 2024).
- październik 2024: Bettina Bereś (Awangarda między kuchnią a łazienką. Maria Pinińska-Bereś i Jerzy Bereś, Kraków 2024).
- listopad 2024: nie przyznano nagrody
- grudzień 2024: Piotr Oczko (Suknia i sztalugi. Historie dawnych malarek, Społeczny Instytut Wydawniczy Znak, Kraków 2024)

Źródło: Krakowska Książka Miesiąca

### 2023
- styczeń 2023: Patryk Pufelski (Pawilon małych ssaków, Wydawnictwo Karakter, Kraków 2022).
- luty 2023: Ishbel Szatrawska (Żywot i śmierć pana Hersha Libkina z Sacramento w stanie Kalifornia, Wydawnictwo Cyranka, Warszawa 2022).
- marzec 2023: Aleksandra Herzyk (Wolność albo śmierć, Kultura Gniewu, Warszawa 2020).
- kwiecień 2023: Emilia Padoł (Rodziewicz-ówna. Gorąca dusza, Wydawnictwo Literackie, Kraków 2023).
- maj 2023: Edyta Gawron i Michał Galas, Czesław Brzoza, Stefan Gąsiorowski, Anna Jakimyszyn-Gadocha, Adam Kaźmierczyk, Alicja Maślak-Maciejewska, Przemysław Zarubin (Nie tylko Kroke. Historia Żydów krakowskich, Wydawnictwo Literackie, Kraków 2022).
- czerwiec 2023: Joanna Oparek (Małe powinności, Wydawnictwo Wojewódzkiej Biblioteki Publicznej i Centrum Animacji Kultury w Poznaniu Poznań 2022).
- wrzesień 2023: Agnieszka Bukowczan, Barbara Faron, Karol Ossowski (W alchemii, w łaźni i pod szubienicą. Historyczny spacer po dawnym Krakowie, Wydawnictwo Astra, Kraków 2023).
- październik 2023: Cezary Łazarewicz (Na Szewskiej. Sprawa Stanisława Pyjasa, Wydawnictwo Czytelnik, Warszawa 2023).
- listopad 2023: Magdalena Bielska (Poradnik dla niedawno zmarłych, Wydawnictwo a5, Kraków 2023).
- grudzień 2023: Andrzej Chwalba (Wisła. Biografia rzeki, Wydawnictwo Literackie, Kraków 2023).

Źródło: Krakowska Książka Miesiąca

### 2022
- styczeń 2022: Magdalena Moskal (Emil i my. Monolog wielodzietnej matki, Karakter, Kraków 2021).
- luty 2022: Agnieszka Malatyńska-Stankiewicz (Dyrygowanie sprawa życia i śmierci. Antoni Wit, Wydawnictwo Czytelnik, Warszawa 2021).
- marzec 2022: Agnieszka Gajewska (Stanisław Lem. Wypędzony z Wysokiego Zamku, Wydawnictwo Literackie, Kraków 2021).
- kwiecień 2022: Maciej Jakubowiak (Ostatni ludzie, Wydawnictwo Czarne, Wołowiec 2021).
- maj 2022: Jan Polewka (Dom pod wiecznym piórem, Wydawnictwo Iskry, Warszawa 2022).
- czerwiec 2022: Andrzej Muszyński (Dom ojców, Wydawnictwo Czarne, Wołowiec 2022).
- wrzesień 2022: Sabina Jakubowska (Akuszerki, Wydawnictwo Relacja, Warszawa 2022).
- październik 2022: Wit Szostak (Szczelinami, Wydawnictwo Powergraph, Warszawa 2022).
- listopad 2022: Wojciech Paduchowski (Karły pod krzyżem. Nowohucki kwiecień '60, Instytut Pamięci Narodowej, Kraków 2021).
- grudzień 2022: Barbara Sadurska (Czarny hetman, Wydawnictwo Nisza, Warszawa 2022).

Źródło: Krakowska Książka Miesiąca

### 2021
- styczeń 2021: Katarzyna Marczak (Kaja. Biografia Kai Danczowskiej, Wydawnictwo Uniwersitas, Kraków 2020).
- luty 2021: Monika Śliwińska (Panny z "Wesela", Wydawnictwo Literackie, Kraków 2020).
- marzec: Jakub Ciećkiewicz (Koniec świata na mojej ulicy, Wydawnictwo Austeria, Kraków 2020).
- kwiecień: Radek Rak (Baśń o wężowym sercu albo wtóre słowo o Jakóbie Szeli, Powergraph, Warszawa 2020).
- maj: Tomasz Gwiazda (Tempus edax rerum. Utracone kościoły Krakowa wzniesione w okresie od X do XVIII wieku, Uniwersytet Rzeszowski, Rzeszów 2020).
- czerwiec: Robert Nowakowski (Ojczyzna jabłek, Wydawnictwo Literackie, Kraków 2021).
- wrzesień: Beata Chomątowska (Andreowia, Wielka Litera, Warszawa 2021).
- październik: Elżbieta Łapczyńska (Bestiariusz nowohucki, Biuro Literackie, Stronie Śląskie 2020).
- listopad: Piotr Oczko (Pozdrowienia z Mokum. 21 opowieści o Holandii, Wydawnictwo Znak, Kraków  2021).
- grudzień: Jarosław Szubrycht (Życie, bierz mnie. Biografia Andrzeja Zauchy, Wydawnictwo Literackie, Kraków 2021).
- Nagroda Specjalna: Józef Baran (Słoneczna ruleta. Wiersze przebrane z lat 1969–2020, Państwowy Instytut Wydawniczy, Warszawa 2021).

Źródło: Krakowska Książka Miesiąca.

### 2020
- styczeń 2020: Dominika Słowik (Zimowla, Wydawnictwo Znak, Kraków 2019).
- luty 2020: Tomasz Potkaj („Przekrój” Eilego. Biografia całego tego zamieszania z uwzględnieniem psa Fafika, Mando, Kraków 2019).
- marzec 2020: Katarzyna Fazan (Kantor. Nie/obecność, Wydawnictwo Uniwersytetu Jagiellońskiego, Kraków  2019).
- kwiecień 2020: Michał Milczarek (Donikąd. Podróże na skraj Rosji, Wydawnictwo Czarne, Wołowiec 2019).

Źródło: Krakowska Książka Miesiąca.

### 2019
- grudzień 2019: Adam Zagajewski (Substancja nieuporządkowana, Wydawnictwo Znak, Kraków 2019; Prawdziwe życie, Wydawnictwo a5, Kraków 2019)
- listopad 2019: Andrzej Nowak (O historii nie dla idiotów, Wydawnictwo Literackie, Kraków 2019).
- październik 2019: Agnieszka Dauksza (Jaremianka. Biografia, Wydawnictwo Znak, Kraków 2019).
- wrzesień 2019: Alosza Awdiejew (Polak z wyboru, czyli szczęśliwy Rosjanin nad Wisłą. Wspomnienia, Wydawnictwo WAM, Kraków 2019).
- czerwiec 2019: Marcin Wilk (Kwiatkowska. Żarty się skończyły, Społeczny Instytut Wydawniczy „Znak”, Kraków 2019).
- maj 2019: Krzysztof A. Zajas (Wiatraki, Wydawnictwo Marginesy, Warszawa 2018).
- kwiecień 2019: Mateusz Borkowski (Organy na krańcach świata. Marek Stefański w rozmowie z Mateuszem Borkowskim, Wydawnictwo Petrus, Kraków 2019).
- marzec 2019: Urszula Honek (Pod wezwaniem, Wojewódzka Biblioteka Publiczna i Centrum Animacji Kultury w Poznaniu, Poznań, 2018).
- luty 2019: Elżbieta Konieczna (Jerzy Jarocki. Biografia, Społeczny Instytut Wydawniczy „Znak”, Kraków 2018).
- styczeń 2019: Urszula Kozakowska-Zaucha (Kraków 1900, Muzeum Narodowe w Krakowie, Kraków 2018).

Źródło: Krakowska Książka Miesiąca.

### 2018
- grudzień 2018: Jerzy Illg i Stanisław Radwan (Zagram ci to kiedyś... Stanisław Radwan w rozmowie z Jerzym Illgiem, Wydawnictwo Znak, Kraków 2018).
- listopad 2018: Marta Mazurkiewicz-Stefańczyk (Trzecie oko, Wydawnictwo Collegium Columbinum, Kraków 2018).
- październik 2018: Jerzy Fedorowicz (Absolwenci Państwowej Wyższej Szkoły Teatralnej w Krakowie, Burda Publishing Polska, Warszawa 2017).
- wrzesień 2018: Donata Ochmann i Renata Przybylska (za redakcję książki Powiedziane po krakowsku. Słownik regionalizmów krakowskich, Wydawnictwo Libron, Kraków 2018).
- czerwiec 2018: Adam Wsiołkowski (Moja Akademia, Wydawnictwo ASP, Kraków 2018).
- maj 2018: Tadeusz Bystrzak (Teodor Talowski, Wydawnictwo Attyka, Kraków 2017) i Jerzy Wowczak (Jan Sas-Zubrzycki. Architekt, historyk i teoretyk architektury, Towarzystwo Wydawnicze Historia Iagellonica, Kraków 2017).
- kwiecień 2018: Katarzyna Włodyka De Simone (Żagiel na przełęczy. Opowieść o innej Toskanii, Wydawnictwo Znak, Kraków 2017).
- marzec 2018: Michał Zabłocki (Janowska, Wydawnictwo Czuły Barbarzyńca, Warszawa 2017).
- luty 2018: Aleksander Böhm (O czynniku kompozycji w planowaniu przestrzeni (angielska wersja) Wydawnictwo Politechniki Krakowskiej im. Tadeusza Kościuszki, Kraków 2017).
- styczeń 2018: Patryk Czarkowski (Czekamy, Wojewódzka Biblioteka Publiczna i Centrum Animacji Kultury, Poznań 2017).

Źródło: Krakowska Książka Miesiąca.

### 2017
- grudzień 2017: Józefa Hennelowa (Coraz bliżej albo coraz mniej, Wydawnictwo Znak, Kraków 2017).
- listopad 2017: Anna Grochowska (Wszystkie drogi prowadzą na Krupniczą, Wydawnictwo Księgarnia Akademicka, Kraków 2017).
- październik 2017: Wojciech Ligęza (za wybór wierszy i opracowanie: Wisława Szymborska Wybór poezji, Biblioteka Narodowa, Ossolineum, Wrocław 2017).
- wrzesień 2017: Przemysław Marcin Żukowski (Wydział prawa Uniwersytetu Jagiellońskiego w Krakowie w latach 1918–1939, Wydawnictwo Księgarnia Akademicka, Kraków 2017).
- sierpień 2017: Grzegorz Bogdał (Floryda, Wydawnictwo Czarne, Wołowiec 2017).
- czerwiec 2017: Maria Pyrlik (Łagocki, Wydawnictwo ASP, Kraków 2017).
- maj 2017: Justyna Nowicka (Widok piękny bez zastrzeżeń. Fotografia tatrzańska Mieczysława Karłowicza, PWM, Kraków 2017).
- kwiecień 2017: Jacek Olczyk (Życie literackie w Krakowie w latach 1893–2013, Korporacja Ha!art, Kraków 2016).
- marzec 2017: Elżbieta Tabakowska (Nie-pełna pustka. Haiku, ilustracje – Lidia Rozmus, Wydawnictwo Austeria, Kraków 2016).
- luty 2017: Edward Chudziński – za redakcję (STU Teatr Krzysztofa Jasińskiego, Fundacja Teatru Stu, Kraków 2016).
- styczeń 2017: Elżbieta Orman (Najmniej jestem tam gdzie jestem… Listy Zofii z Vorzimmerów Breustedt (1896-1942) do córki Marysi w Szwajcarii (1939-1942), Wydawnictwo Księgarnia Akademicka, Kraków 2016).

Źródło: Krakowska Książka Miesiąca.

### 2016
- grudzień 2016: Barbara Gawryluk (Wanda Chotomska. Nie mam nic do ukrycia, Wydawnictwo Marginesy, Warszawa 2016).
- listopad 2016: Ewa Ryżewska-Kulawik (Inny świat, Wydawnictwo Antykwa, Kraków 2016).
- październik 2016: Katarzyna Siwiec (Święty Ludwik z ulicy Strzeleckiej, Wydawnictwo Anabasis, Kraków 2016).
- wrzesień 2016: Małgorzata Lebda (Matecznik, Wydawnictwo WBKiC, Poznań 2016).
- czerwiec 2016: Zośka Papużanka (On, Wydawnictwo Znak Literanova, Kraków 2016).
- maj 2016: Agnieszka Stabro (Ciała lekkie jak puste walizki, Wydawnictwo Miniatura, Kraków 2016).
- kwiecień 2016: Bożena Kostuch (Kolor i blask. Ceramika architektoniczna i mozaiki w Krakowie oraz Małopolsce po 1945 roku, Muzeum Narodowe w Krakowie, Kraków 2016).
- marzec 2016: Maria Wilczek-Krupa (Kilar. Geniusz o dwóch twarzach, Wydawnictwo Znak, Kraków 2016).
- luty 2016: Bogdan Podgórski (W poszukiwaniu piękna. Bronisława Rychter-Janowska 1868-1953, Kraków 2015).
- styczeń 2016: Krzysztof Orzechowski (Podróż do kresu pamięci, Wydawnictwo BoSz, Olszanica 2015).

Źródło: Krakowska Książka Miesiąca.

### 2015
- grudzień 2015: Agnieszka Kosińska (Miłosz w Krakowie, Wydawnictwo Znak, Kraków 2015).
- listopad 2015: ks. Pius Czesław Bosak (Leksykon wszystkich postaci biblijnych, Wydawnictwo Petrus, Kraków 2015).
- październik 2015: Jacek Dehnel, Piotr Tarczyński (Maryla Szymiczkowa)(Tajemnica Domu Helclów, Wydawnictwo Znak, Kraków 2015).
- wrzesień 2015: Łukasz Mańczyk (Biserka, Towarzystwo Autorów i Wydawców Prac Naukowych „Universitas”, Kraków 2014).
- czerwiec 2015: Stanisław Balbus (Zosia, Wydawnictwo Księgarnia Akademicka, Kraków 2015).
- maj 2015: Adam Kulawik (Poezja to jest złoty szerszeń. Rzecz o poematach K.I. Gałczyńskiego, Wydawnictwo Antykwa, Kraków 2015)
- kwiecień 2015: Maria Baścik i Bożena Degórska (red. książki Środowisko przyrodnicze Krakowa. Zasoby – Ochrona – Kształtowanie, Instytut Geografii i Gospodarki Przestrzennej Uniwersytetu Jagiellońskiego w Krakowie, Kraków 2015)
- marzec 2015: Kalina Błażejowska (Uparte serce. Biografia Poświatowskiej, Wydawnictwo Znak, Kraków 2014)
- luty 2015: Jolanta Antecka, Małgorzata Buyko, Barbara Ciciora-Czwórnóg (Teodora moja miłość, Wydawnictwo BoSz, Lesko 2014)
- styczeń 2015: Paweł Daniel Zalewski (Bez pamięci, Wydawnictwo Astra, Kraków 2014)

Źródło: Krakowska Książka Miesiąca.

### 2014
- grudzień 2014: Tomasz Pindel (Mario Vargas Llosa. Biografia, Wydawnictwo Znak, Kraków 2014)
- listopad 2014: Anna Woźniakowska (Czy Kraków zasługuje na Operę?, Opera Krakowska, Kraków 2014)
- październik 2014: Klementyna Żurowska (Z Leszczkowa w świat, Kraków 2014)
- wrzesień 2014: Ewa Szawul (Burza w mózgu, Wydawnictwo W.A.B., Warszawa 2014)
- czerwiec 2014: Stefania Krzysztofowicz-Kozakowska (Sztuka II RP, Wydawnictwo BoSz, Olszanica 2013)
- maj 2014: Ziemowit Szczerek (Przyjdzie Mordor i nas zje, czyli tajna historia Słowian, Wydawnictwo Ha!Art, Kraków 2014)
- kwiecień 2014: Ewa Elżbieta Nowakowska (Trzy ołówki, Wydawnictwo Austeria, Kraków 2013)
- marzec 2014: ks. prof. Andrzej Witko (Cud w Sewilli. Sewilskie malarstwo XVII w., Wydawnictwo AA, Kraków 2013)
- luty 2014: Barbara Zbroja (Architektura międzywojennego Krakowa 1918-1939. Budynki, ludzie, historie, Wydawnictwo Wysoki Zamek, Kraków 2013)
- styczeń 2014: Zdzisław Bela (O starożytnych antidotach, złotych pigułkach innych sprawach związanych z historią farmacji, Medycyna Praktyczna, Kraków 3013)

Źródło: Krakowska Książka Miesiąca.

### 2013
- grudzień 2013: Adam Wodnicki (Arelate. Obrazki z niemiejsca, Wydawnictwo Austeria, Kraków 2013)
- listopad 2013: Marian Stala (Blisko wiersza. 30 interpretacji, Wydawnictwo Znak, Kraków 2013)
- październik 2013: Piotr Wasilewski (Dwie dekady polskiej reklamy 1990-2010, Agencja Wasilewski, Kraków 2013)
- wrzesień 2013: Jadwiga Malina (Od rozbłysku, Wydawnictwo Miniatura, Kraków 2013)
- czerwiec 2013: Andrzej A. Zięba (Rzecz o roku 1863. Uniwersytet Jagielloński wobec powstania styczniowego, Księgarnia Akademicka, Kraków 2013)
- maj 2013: Grzegorz Wołoszyn (Poliptyk, Świdnica 2012)
- kwiecień 2013: Adam Ziemianin (Z nogi na nogę, Podkarpacki Instytut Książki i Marketingu, Rzeszów 2013)
- luty 2013: Diana Poskuta-Włodek (Dzieje teatru w Krakowie w latach 1918–1939, Wydawnictwo Literackie, Kraków 2012)
- styczeń 2013: Anna Mateja (Co zdążysz zrobić, to zostanie. Portret Jerzego Turowicza., Wydawnictwo Znak, Kraków 2012)

Źródło: Krakowska Książka Miesiąca.

### 2012
- grudzień 2012: Łukasz Maciejewski (Aktorki, Świat Książki, Warszawa 2012)
- listopad 2012: Stanisław Maria Jankowski (Dziewczęta w maciejówkach, Wydawnictwo Trio, Warszawa 2012)
- październik 2012: Marek Sołtysik (Jak upadają wielcy, Oficyna Wydawnicza „Rytm”, Warszawa 2012)
- wrzesień 2012: Agnieszka Biedrzycka (Kalendarium Lwowa 1918-1939, Towarzystwo Autorów i Wydawców Prac Naukowych „Universitas”, Kraków 2012)
- czerwiec 2012: Józefa Hennelowa (Otwarty, bo powszechny, Wydawnictwo Literackie, Kraków 2012)
- maj 2012: prof. Krzysztof Meyer (Mistrzowie i przyjaciele, PWM, Kraków 2012)
- kwiecień 2012: prof. Stanisław Grodziski (Rzeczpospolita Krakowska, jej lata i ludzie, Wydawnictwo Universitas, Kraków 2012).
- marzec 2012: prof. Stanisław Rodziński (Autoportret malarza, Wydawnictwo PETRUS, Kraków 2012).
- luty 2012: Edward Chudziński za pomysł i redakcję książki (Kultura studencka zjawisko -twórcy – instytucje, Wydawnictwo Fundacja Teatru STU, Kraków 2011).
- styczeń 2012: Wacław Krupiński (Zbigniew Wodecki: Pszczoła, Bach i skrzypce, Wydawnictwo Prószyński i S-ka, Warszawa 2011).

Źródło: Krakowska Książka Miesiąca.

### 2011
- grudzień 2011: Wydawnictwo Literackie (Dzienniki, listy: Sławomir Mrożek, Stanisław Lem. Listy 1956 – 1978, Kraków 2011).
- listopad 2011: Karolina Grodziska (Krakowianki zapomniane. O niezwykłych paniach pochowanych na Cmentarzu Rakowickim 1803-1920, Oficyna Wydawnicza Secesja, Kraków 2011).
- październik: Andrzej Nowakowski (polonista) (Blask. Ołtarz Mariacki Wita Stwosza, Wydawnictwo Universitas, Kraków 2011).
- wrzesień 2011: Mikołaj Łoziński (Książka, Wydawnictwo Literackie, Kraków 2011).
- czerwiec 2011: prof. Andrzej Zoll (Zollowie. Opowieść rodzinna, Wydawnictwo Literackie, Kraków 2011).
- maj 2011: Andrzej Franaszek (Miłosz. Biografia, Wydawnictwo Znak, Kraków 2011).
- kwiecień 2011: ks. Jan Szczepaniak (Duchowieństwo Diecezji Krakowskiej w XVIII w., Wydawnictwo Antykwa, Kraków 2011).
- marzec 2011: Urszula Bęczkowska (Karol Kremer i Krakowski Urząd Budownictwa w latach 1837–1860, Wydawnictwo Universitas, Kraków 2010).
- luty 2011: Jacek Dukaj (Król Bólu, Wydawnictwo Literackie, Kraków 2010).
- styczeń 2011: Jerzy Vetulani (Mózg: fascynacje, problemy, tajemnice, Wydawnictwo Homini, Kraków 2010).

Źródło: Krakowska Książka Miesiąca.

### 2010
- grudzień 2010: Andrzej Betlej (SIBI, DEO, POSTERITATI. Jabłonowscy a sztuka w XVIII wieku, Wydawnictwo Societas Vistulana, Kraków 2010).
- listopad 2010: Franciszek Ziejka (Serce Polski. Szkice krakowskie, Księgarnia Akademicka, Kraków 2010).
- październik 2010: Maria Dziedzic i Akademia Sztuk Pięknych w Krakowie (Warsztaty Krakowskie 1913-1926, red. Maria Dziedzic, Wydawnictwo ASP, Kraków 2009).
- wrzesień 2010: Wiesław Aleksander Wójcik (Sabała, Wydawnictwo Tatrzańskiego Parku Narodowego, Zakopane 2009).
- czerwiec 2010: Marcin Fabiański (Złoty Kraków, Wydawnictwo Literackie, Kraków 2010).
- maj 2010: Andrzej Kazimierz Banach (Kariery zawodowe studentów Uniwersytetu Jagiellońskiego pochodzenia chłopskiego z lat 1860/1861-1917/1918, Księgarnia Akademicka, Kraków 2009).
- kwiecień 2010: Wydawnictwo Austeria (Jacek Cygan, Klezmer. Opowieść o życiu Leopolda Kozłowskiego Kleinmana, Wydawnictwo Austeria, Kraków 2009).
- marzec 2010: Katarzyna Turaj-Kalińska (Bracia Strach i inne opowiadania, Kraków 2009).
- luty 2010: Jerzy Nowak i Maria Andruszkiewicz-Nowak (Książka o miłości, Kraków 2009).
- styczeń 2010: Aniela Agata (SM – Smak Młodości, Kraków 2009).

Źródło: Krakowska Książka Miesiąca.

### 2009
- grudzień 2009: Jan Marian Włodek (Jan Włodek. Legionista, dyplomata, uczony, Małe Wydawnictwo, Kraków 2009).
- listopad 2009: Magdalena Bielska (Wakacje, widmo, Kraków 2009).
- październik 2009: Krystyna Szlaga (Poezje wybrane, Warszawa 2009).
- wrzesień 2009: Jerzy Skrobot (Kształty pamięci. Rzecz o Marianie Koniecznym, Kraków 2009).
- czerwiec 2009: Jerzy Franczak (Przymierzalnia, Kraków 2008).
- maj 2009: Antoni Krupa (Miasto błękitnych nut..., czyli historia krakowskiego jazzu i nie tylko, Wydawnictwo Centrum Kultury Dworek Białoprądnicki, Kraków 2008).
- kwiecień 2009: Adam Kawa (Sonety polskie, Kraków 2009).
- marzec 2009: Jerzy Stuhr (Stuhrowie. Historie rodzinne, Kraków 2008).
- luty 2009: Mieczysław Tomaszewski (Penderecki. Bunt i wyzwolenie, Kraków 2008).
- styczeń 2009: Waldemar Komorowski, Aldona Sudacka (Rynek Główny w Krakowie, Wrocław 2008).

Źródło: Krakowska Książka Miesiąca.

### 2008
- grudzień 2008: Jacek Woźniakowski (Ze wspomnień szczęściarza, Kraków 2008).
- listopad 2008: Andrzej Mleczko (Seks, mydło i powidło, Warszawa 2008).
- październik 2008: Jolanta Stefko (Omnis moriar, Kraków 2008).
- wrzesień 2008: Michał Heller (Podglądanie wszechświata, Kraków 2008).
- czerwiec 2008: Marta Stebnicka (Polowanie na wachlarze, Kraków 2007).
- maj 2008: Anna Skoczylas (Wędrować po obłokach, Kraków 2007).
- kwiecień 2008: Jan Kracik (W Galicji trzeźwiejącej, krwawej, pobożnej, Kraków 2008).
- marzec 2008: Krzysztof Maćkowski (Raport Badeni, Kraków 2007).
- luty 2008: Aleksander Skotnicki (Oskar Schindler w oczach uratowanych przez siebie Żydów, Kraków 2007).
- styczeń 2008: Leon Knabit, Joachim Badeni (Sekrety mnichów, czyli sprawdzone przepisy na szczęśliwe życie, Kraków 2007).

Źródło: Krakowska Książka Miesiąca.

### 2007
- grudzień 2007: Jerzy Korczak (Oswajanie strachu, Warszawa 2007).
- listopad 2007: Piotr Sztompka (Zaufanie: fundament społeczeństwa, Kraków 2007).
- październik 2007: Leszek Mazan (Polska-Praga, czyli dlaczego Matejko lubił knedle, Kraków 2007).
- wrzesień 2007: Łukasz Orbitowski (Tracę ciepło, Kraków 2007).
- sierpień 2007: Jan Małecki (Historia Krakowa dla każdego, Kraków 2007).
- czerwiec 2007: Marta Wyka (Przypisy do życia, Kraków 2007).
- kwiecień 2007: Piotr Marecki (Tekstylia bis. Słownik młodej polskiej kultury, Kraków 2006).
- marzec 2007: Adam Gryczyński (Czas zatrzymany. Fotografie z lat 1883–1963 z terenów Nowej Huty i okolic oraz wybór tekstów, Kraków 2006).
- luty 2007: Walery Pisarek oraz  Kazimierz Wolny-Zmorzyński (Słownik terminologii medialnej, Kraków 2006).

Źródło: Krakowska Książka Miesiąca.

### 2006
- listopad 2006: Marcin Świetlicki (Muzyka środka, Kraków 2006).
- październik 2006: Andrzej Gowarzewski, Marian Grzegorz Nowak, Bożena Lidia Szmel (Cracovia. 100 lat prawdziwej historii, Katowice 2006).
- wrzesień 2006: Adam Kulawik, Jerzy S. Ossowski (Dzieło i życie Konstantego Ildefonsa Gałczyńskiego, Kraków 2005).
- czerwiec 2006: Waldemar Komorowski, Iwona Kęder (Ikonografia Kościoła Dominikanów i ulicy Grodzkiej w Krakowie, Kraków 2005).
- maj 2006: Stanisława Opalińska (Józef Brodowski. Malarz i rysownik starego Krakowa, Kraków 2005).
- kwiecień 2006: Marek Skwarnicki (Wygnani z raju, Kraków 2006).
- marzec 2006: Andrzej Nowakowski (Sławomir Mrożek, Kraków, Warszawa 2005).
- luty 2006: Adam Ziemianin (Makatki).
- styczeń 2006: Eryk Ostrowski (Muzyka na wzgórzu, Kraków 2005).

Źródło: Krakowska Książka Miesiąca.

### 2005
- grudzień 2005: Jerzy Gadomski (Jan Wielki. Krakowski malarz z drugiej połowy wieku XV, Kraków 2005).
- listopad 2005: Agnieszka Partridge, Rafał Korzeniowski (Otwórzcie bramy pamięci. Cmentarze wojenne z lat 1914–1918 w Małopolsce, Kraków 2005).
- październik 2005: Wiesław Boryś (Słownik etymologiczny języka polskiego, Kraków 2005).
- wrzesień 2005: Stanisław Bortnowski (Przewodnik po sztuce uczenia literatury, Warszawa 2005).
- sierpień 2005: Anna Szałapak (Legendy i tajemnice Krakowa, Kraków 2005).
- maj 2005: Kazimierz Kuczman (Renesansowe głowy wawelskie, Kraków 2004).
- kwiecień 2005: Bogdan Szlachta (Słownik społeczny, Kraków 2004).
- marzec 2005: Ryszard Krynicki
- luty 2005: Jan Michalik (Dzieje teatru w Krakowie 1865–1893. Instytucja artystyczna, t. 1: Kraków 1997, t. 2: Kraków 2004).
- styczeń 2005: Sławomir Shuty (Zwał, Warszawa 2004).

Źródło: Krakowska Książka Miesiąca.

### 2004
- grudzień 2004: Sławomir Mrożek (Jak zostałem filmowcem, Warszawa 2004).
- listopad 2004: Jan Woleński (Granice niewiary, Kraków 2004).
- wrzesień 2004: Stanisław Waltoś (Na tropach doktora Fausta i inne szkice, Warszawa 2004).
- czerwiec 2004: Katarzyna Zimmerer (Zamordowany świat. Losy Żydów w Krakowie 1939–1945, Kraków 2004).
- maj 2004: Piotr Krasny (Architektura cerkiewna na ziemiach ruskich Rzeczypospolitej 1594-1914, Kraków 2003).
- kwiecień 2004: Wojciech Kawiński (Ciało i duch, Wydawnictwo Marszałek, Toruń 2004).
- marzec 2004: Wojciech Kuczok (Gnój, Wydawnictwo W.A.B., Warszawa 2004).
- luty 2004: ks. prof. Arkadiusz Baron, ks. prof. Henryk Pietras (Dokumenty Soborów Powszechnych, Wydawnictwo WAM, Kraków 2004).
- styczeń 2004: Janusz Cisek (Józef Piłsudski w Krakowie, Księgarnia Akademicka, Kraków 2003).

Źródło: Krakowska Książka Miesiąca.

### 2003
- grudzień 2003: Tadeusz Lubelski (Encyklopedia kina, Wydawnictwo Biały Kruk, Kraków 2003).
- listopad 2003: Teresa Walas (Zrozumieć swój czas. Kultura polska po komunizmie – rekonesans, Wydawnictwo Literackie, Kraków 2003)
- październik 2003: Adam Zagajewski (Powrót, Wydawnictwo Znak, Kraków 2003).
- wrzesień 2003: Małgorzata Słomczyńska-Pierzchalska (Nie mogłem być inny. Zagadka Macieja Słomczyńskiego, Wydawnictwo Literackie, Kraków 2003).
- sierpień 2003: Andrzej Warzecha (Zielony ryzykant, Wydawnictwo Jagiellonia, Kraków 2003).
- czerwiec 2003: Maria Rostworowska (Portret za mgłą. Opowieść o Oldze Boznańskiej, Wydawnictwo Terra NOva, Kraków 2003).
- maj 2003: Ewa Kozakiewicz (Opowieści fotografistów, Wydawnictwo Muzeum Historii Fotografii, Kraków 2003).
- kwiecień 2003: Dorota Terakowska (Ono, Wydawnictwo Literackie, Kraków 2003).
- marzec 2003: Jerzy Jarzębski (Wszechświat Lema, Wydawnictwo Literackie, Kraków 2003).
- luty 2003: Kazimierz Walasz (Atlas ptaków zimujących Małoposlki, Małopolskie Towarzystwo Ornitologiczne, Kraków 2003).
- styczeń 2003: Adam Bujak (Skarby klasztorów, Wydawnictwo Biały Kruk, Kraków 2002).

Źródło: Krakowska Książka Miesiąca.

### 2002
- grudzień 2002: Andrzej Chwalba (Dzieje Krakowa t. 5. Kraków w latach 1939–1945, Wydawnictwo Literackie, Kraków 2002).
- grudzień 2002: Andrzej Szczeklik (Katharsis. O uzdrowicielskiej mocy natury i sztuki., Wydawnictwo Znak, Kraków 2002).
- listopad 2002: Władysław Stróżewski (O wielkości. Szkice o filozofii człowieka., Wydawnictwo Znak, Kraków 2002).
- październik 2002: Stanisław Musiał (Dwanaście koszy ułomków, Wydawnictwo Literackie 2002).
- wrzesień 2002: Mieczysław Porębski (Polskość jako sytuacja, Wydawnictwo Literackie, Kraków 2002).
- maj 2002: Stanisław M. Jankowski (Czterdziestu co godzinę, Polska Fundacja Katyńska, 2002).
- kwiecień 2002: Tadeusz Chrzanowski (Polska sztuka sakralna, Wydawnictwo Kluszczyński, Kraków 2002).
- marzec 2002: Halina Kwiatkowska (Porachunki z pamięcią, Oficyna Wydawnicza Kwadrat, Kraków 2002).
- luty 2002: Stanisław Rodziński (Obrazy czasu, Wydawnictwo Gaudium, Lublin 2002).
- styczeń 2002: Maria Podraza-Kwiatkowska (Wolność i transcendencja. Studia i eseje o Młodej Polsce., Wydawnictwo Literackie, Kraków 2001).

Źródło: Krakowska Książka Miesiąca.

### 2001
- grudzień 2001: Wydawnictwo Fogra (Wielka Historia Polski pod red. prof. Stanisława Grodziskiego).
- listopad 2001: Joanna Olczak-Ronikier(W ogrodzie pamięci, Wydawnictwo Znak, Kraków 2001).
- październik 2001: Ewa Lipska (Sklepy zoologiczne, Wydawnictwo Literackie, Kraków 2001).
- wrzesień 2001: Roma Ligocka (Dziewczynka w czerwonym płaszczyku, Wydawnictwo Znak, Kraków 2001).
- wrzesień 2001: Stella Müller-Madej (Dziewczynka z Listy Schindlera, Wydawnictwo Akademii Pedagogicznej, Kraków 2001).
- czerwiec 2001: Henryk Markiewicz (Boy Żeleński, Wydawnictwo Dolnośląskie, Wrocław 2001).
- kwiecień 2001: Beata Szymańska (Anioły mojej ulicy, Wydawnictwo PLUS, Kraków 2001).
- marzec 2001: Andrzej Borowski (Słownik Sarmatyzmu, Wydawnictwo Literackie, Kraków 2001).
- luty 2001: Józef Baran (Dom z otwartymi ścianami, Wydawnictwo Nowy Świat, Warszawa 2000).
- styczeń 2001: Adam Małkiewicz (Theoria et Praxis. Studia z dziejów sztuki nowożytnej i jej teorii, Wydawnictwo Universitas, Kraków 1999).

Źródło: Krakowska Książka Miesiąca.

### 2000
- grudzień 2000: Wydawnictwo Naukowe PWN (Encyklopedia Krakowa, Wydawnictwo Naukowe PWN, Warszawa 2000).
- listopad 2000: Ryszard Sadaj (Ławka pod kasztanem, Wydawnictwo Znak, Kraków 2000).
- październik 2000: Ludwik Jerzy Kern (Moje abecadłowo, Wydawnictwo Literackie, Kraków 2000).
- wrzesień 2000: Andrzej Romanowski (Młoda Polska wileńska, Wydawnictwo Universitas, Kraków 2000).
- czerwiec 2000: Wydawnictwo WAM (Henryk Fros, Franciszek Sowa Księga imion i świętych, Wydawnictwo WAM, Kraków 2000).
- maj 2000: Krystyna Czerni (Rezerwat sztuki. Tropami artystów polskich XX wieku., Wydawnictwo Znak, Kraków 2000).
- kwiecień 2000: Tadeusz Ulewicz (Iter romano-italicum polonorum, czyli o związkach umysłowo-kulturalnych Polski z Włochami., Wudawnictwo Universitas, Kraków 2000).
- marzec 2000: Aleksander Fiut (Być (albo nie być) środkowoeuropejczykiem, Wydawnictwo Literackie, Kraków 2000).

Źródło: Krakowska Książka Miesiąca.

### 1999
- grudzień 1999: Julian Kornhauser (Postscriptum. Notatnik krytyczny, Wydawnictwo Literackie, Kraków 2009).
- listopad 1999: Susana Osorio-Mrożek (Meksyk od kuchni. Książka niekucharska, Wydawnictwo Universitas, Kraków 1999).
- październik 1999: Krzysztof Lisowski (33 zapewnienia o miłości do świata, Wydawnictwo Baran i Szuszczyński, Kraków 1999).
- maj 1999: Ireneusz Kania (Muttavali. Księga wypisów starobuddyjskich, Oficyna Literacka, Kraków 1999).
- marzec 1999: Stanisław Lem (Bomba megabitowa, Wydawnictwo Literackie, Kraków 1999).

Źródło: Krakowska Książka Miesiąca.

### 1998
- maj 1998: Tadeusz Nyczek (22 razy Szymborska, Wydawnictwo a5, Kraków 1998).
- kwiecień 1998: Jerzy Pilch (Tysiąc spokojnych miast, Wydawnictwo Literackie, Kraków 1998).
- marzec 1998: Krzysztof Pleśniarowicz (Kantor, Wydawnictwo Dolnośląskie, Wrocław 1998).
- luty 1998: Wydawnictwo Literackie (Dzieje Krakowa t. 4. Kraków w latach 1918–1939, Wydawnictwo Literackie, Kraków 1998).
- styczeń 1998: Józef Tischner (Historia filozofii po góralsku, Wydawnictwo Znak, Kraków 1997).

Źródło: Krakowska Książka Miesiąca.

### 1997
- listopad 1997: Wydawnictwo Baran i Suszczyński (za serię tomików poetyckich).
- październik 1997: Kronika Krakowa (Wydawnictwo Kronika, Kraków 1997).
- czerwiec 1997: Grzegorz Niziołek (Sobowtór i utopia. Teatr Krystiana Lupy, Wydawnictwo Universitas, Kraków 1997).
- maj 1997: Bronisław Łagowski (Szkice antyspołeczne, Księgarnia Akademicka, Kraków 1997).
- kwiecień 1997: Jan Józef Szczepański (Jeszcze nie wszystko, Wydawnictwo Baran i Suszczyński, Kraków 1997).
- marzec 1997: Leszek Aleksander Moczulski (Elegie o weselu i radosne smutki, Wydawnictwo Baran i Suszczyński, Kraków 1997).
- styczeń 1997: Elżbieta Zechenter-Spławińska (Czapka niewidka, Wydawnictwo Baran i Suszczyński, Kraków 1996).

Źródło: Krakowska Książka Miesiąca.

### 1996
- grudzień 1996: Jan Ostrowski (Mistrzowie malarstwa polskiego, Wydawnictwo Kluszczyński, Kraków 1996).
- listopad 1996: Jan Adamczewski (Mała Encyklopedia Krakowa, Wydawnictwo Wanda, Kraków 1996).
- październik 1996: Małgorzata Sugiera (Dramaturgia Sławomira Mrożka, Wydawnictwo Universitas, Kraków 1996).
- wrzesień 1996: Krystyna Zbijewska (Jaroszewska – legenda teatru, Wydawnictwo Cracovia, Kraków 1996).
- czerwiec 1996: Czesław Miłosz (Legendy współczesności, Wydawnictwo Literackie, Kraków 1996).
- kwiecień 1996: Jacek Popiel (Dramat a teatr polski dwudziestolecia międzywojennego, Wydawnictwo Literackie, Kraków 1996).
- marzec 1996: Leszek Długosz (Z tego co jest – wybór wierszy, Wydawnictwo Dolnośląskie, Wrocław 1996).
- luty 1996: Tadeusz Kwiatkowski (Panopticum, Wydawnictwo Literackie, Kraków 1996).

Źródło: Krakowska Książka Miesiąca.

### 1995
- grudzień 1995: Jan Błoński (Wszystkie sztuki Sławomira Mrożka, Wydawnictwo Literackie, Kraków 1995).
- listopad 1995: Oficyna Literacka (Szara seria).
- wrzesień 1995: Michał Rożek ( Wawel i Skałka. Panteony polskie, Wydawnictwo Ossolineum, Wrocław 1995).
- maj 1995: Wydawnictwo Znak (Między Panem a Plebanem – rozmowa Jacka Żakowskiego z ks. Józefem Tischnerem i Adamem Michnikiem, Wydawnictwo Znak, Kraków 1995).
- kwiecień 1995: Maria Rydlowa (Listy Stanisława Wyspiańskiego do Józefa Mehoffera, Henryka Opieńskiego, Tadeusza Stryjeńskiego, Wydawnictwo Literackie, Kraków 1995).
- marzec 1995: Kazimierz Biculewicz (Mrówka muzyczna, Wydawnictwo bruLion, Warszawa 1995).
- luty 1995: Kazimierz Olszański (Niepospolity ród Kossaków, Kraków 1994).

Źródło: Krakowska Książka Miesiąca.